# Getap (Shirak)
Pour les articles homonymes, voir Getap.
Getap ou Getapi (en arménien Գետափ) est une communauté rurale du marz de Shirak en Arménie. En 2008, elle compte 823 habitants.